# Illecillewaet
Pour les articles homonymes, voir Illecillewaet (homonymie).
L’Illecillewaet (Illecillewaet River) est un cours d'eau de 62 kilomètres de long en Colombie-Britannique au Canada. Il est alimenté par le glacier Illecillewaet et se jette dans le Columbia.